# 来島達夫
来島 達夫（きじま たつお、1954年9月22日 - ）は、日本の実業家。西日本旅客鉄道（JR西日本）顧問、交通文化振興財団理事長。

## 人物
山口県下関市出身。1978年、九州大学法学部卒業と同時に日本国有鉄道入社。「人間万事塞翁が馬」を座右の銘とし、ウォーキングを趣味としている。
山口県立下関西高等学校の卒業生からなる「旭陵同窓会」の関西支部で会計監査を務めている（来島は第50回目の卒業生）。来島と同じ高校に通っていた小説家の船戸与一は先輩、第2次・第3次安倍内閣で農林水産大臣を務めた林芳正は後輩にあたる。
国鉄においては、のちに東海旅客鉄道社長となる金子慎、東日本旅客鉄道社長となる深澤祐二、北海道旅客鉄道会長となる田浦芳孝と同期である。
人事部門が長いほか、副社長と兼任する形でJR福知山線脱線事故の被害者対応本部長を、社長に昇格する2016年6月まで務めていた。

## 略歴
- 1973年3月 - 山口県立下関西高等学校卒業
- 1978年3月 - 九州大学法学部卒業、同年4月、日本国有鉄道入社[1][2]
- 1987年4月 - 西日本旅客鉄道人事部勤労課副長[1][2]
- 2002年6月 - 同社広報室長[1][2]
- 2006年6月 - 同社執行役員人事部長[1][2]
- 2009年6月 - 同社常務執行役員総合企画本部長[1][2]
- 2009年10月 - 同社常務執行役員総合企画本部長、東京本部長[1][2]
- 2010年6月 - 同社取締役兼常務執行役員総合企画本部長、東京本部長[1][2]
- 2012年6月 - 同社代表取締役副社長兼執行役員[1][2]
- 2012年11月 - 同社代表取締役副社長兼執行役員福知山線列車事故ご被害者対応本部長[1][2]
- 2016年6月 - 同社代表取締役社長兼執行役員[1][2]
- 2019年12月 - 同社取締役副会長[1][2]
- 2020年6月 - 大阪ガス取締役
- 2021年6月 - 西日本旅客鉄道顧問、住友電気工業監査役[5][6]